# Haruzo Hida
Haruzo Hida (肥田 晴三Hida Haruzo, né le 6 août 1952 à Sakai, Osaka) est un mathématicien japonais, connu pour ses recherches en théorie des nombres, géométrie algébrique et sur les formes modulaires.

## Biographie
Hida fait ses études à l'université de Kyoto avec un baccalauréat en 1975, une maîtrise en 1977 et un doctorat en 1980 avec une thèse intitulée On Abelian Varieties with Complex Multiplication as Factors of the Jacobians of Shimura Curves, alors qu'il a quitté l'Université de Kyoto en 1977. Il est professeur assistant de 1977 à 1984 et professeur associé de 1984 à 1987 à l'Université de Hokkaidō. Depuis 1987, il est professeur à l'université de Californie à Los Angeles. De 1979 à 1981, il est chercheur invité à l'Institute for Advanced Study.

## Prix et distinctions
Hida est conférencier invité au Congrès international des mathématiciens de Berkeley en 1986. En 1991, il a reçu une bourse Guggenheim et en 1992 il a reçu le prix de printemps de la Société mathématique du Japon pour ses recherches sur les fonctions L p-adiques des groupes algébriques  et les anneaux p-adiques de Hecke. En 2012, il est élu Fellow de l'American Mathematical Society. Il est lauréat du Prix Leroy P. Steele 2019  pour sa contribution fondamentale à la recherche pour son article jugé hautement original  intitulé « Galois representations into GL2({\displaystyle \mathbb {Z} _{p}[[X]]}) attached to ordinary cusp forms » publié en 1986 dans Inventiones Mathematicae. Il est membre de l'Académie américaine des arts et des sciences depuis 2022.

## Publications (sélection)
- Elementary theory of L-functions and Eisenstein series, Cambridge University Press, 1993[6]
- Modular forms and Galois cohomology, Cambridge University Press, 2000
- Geometric modular forms and elliptic curves, World Scientific, 2000
- p-adic automorphic forms on Shimura varieties, Springer, coll. « Springer monographs in mathematics », 2004, xi+ 390 (ISBN 978-0-387-20711-7, zbMATH 1055.11032)[7]
- Hilbert modular forms and Iwasawa theory, Oxford University Press, Clarendon press, coll. « Oxford mathematical monographs », 2006, xiv+ 402 (ISBN 978-0-19-857102-5, zbMATH 1122.11030)
- Elementary modular Iwasawa theory, World Scientific Publishing, coll. « Series on number theory and its applications » (no 16), 2022, xviii + 427 (ISBN 978-981-12-4136-9, zbMATH 1505.11002)